# Vengeance on Varos
Vengeance on Varos (Venganza en Varos) es el segundo serial de la 22ª temporada de la serie británica de ciencia ficción Doctor Who, emitido originalmente en dos episodios semanales del 19 al 26 de enero de 1985.

## Argumento
En Varos, un planeta en la constelación de Cetes, la tortura pública del rebelde Jondar está siendo retransmitida por todo el planeta. Los Variosianos Arak y Etta ven el proceso desde su habitación. Arak se queja de que nunca ponen nada nuevo que ver. Además de eso, deben aguantarse con el racionamiento de comida. Y esa noche hay una votación ordenada por el gobernador, y el voto es obligatorio. Mientras tanto, el Sexto Doctor está reparando la consola de la TARDIS. Peri se queja de que el Doctor ha provocado tres incendios eléctricos, un corte de luz, casi se choca con una tormenta de asteroides, casi se pierde en los pasillos de la TARDIS dos veces, ha borrado los bancos de memoria del ordenador de vuelo, ha borrado tres cuartos del almacén y ha quemado la "cena fría" de ella, todo ello desde que se marcharon de Telos (Attack of the Cybermen). Minutos después, la TARDIS se frena inesperadamente, y se queda parada en mitad del espacio exterior. Y el Doctor no puede hacer nada por arreglarla Peri localiza el manual TARDIS y lo presenta al Doctor que lo descarta, ya que sabe perfectamente que los elementos de transición dentro de la TARDIS han dejado de producir energía orbital, solo el mineral Zeiton-7 puede realinear los sistemas de energía. Pero como explica el Doctor, Zeiton-7 es excepcionalmente raro y solo proviene de un planeta en la constelación de Cetes: Varos.
En Varos, originalmente un planeta penitenciario que ahora funciona como un sistema gubernamental donde el voto es obligatorio y la tortura y las ejecuciones son televisadas, el representante mentor estafanador de Galatron Mining Corporation, Sil, está negociando con el gobernador de Varos el precio del mineral Zeiton-7. Deseando un precio justo para su gente, y sin saber que su Director está aliado con Sil, el gobernador se dirige a su pueblo para que vote si deberían aguantar más tiempo por un precio justo. Sin embargo, el voto popular va en contra del Gobernador, y como consecuencia, él está expuesto a un posible Bombardeo de desintegración de células humanas letal. Como casi seguro que perder un voto posterior lo matará, el gobernador se ve obligado a complacer a los ciudadanos ordenando la ejecución de un líder rebelde llamado Jondar. En este momento, el Doctor ha logrado reparar la TARDIS lo suficiente y llega al Castigo Dome de Varos cerca de donde se ejecutará Jondar.
El guardia estacionado en la ejecución cree que la TARDIS y sus ocupantes son una alucinación resultante de los efectos psicológicos de la Cúpula, que permite al Doctor y Peri incapacitar al guardia y liberar a Jondar. Pero con su camino de regreso a la TARDIS bloqueado por más guardias, los tres huyen, reuniéndose con la esposa de Jondar, Areta. Aventurándose a través de Punishment Dome para encontrar otra ruta hacia la TARDIS, el Doctor está separado de los demás, quienes son arrestados. Con su intento de escapar que ahora se transmite como entretenimiento a todos los Varos, ingresa en un corredor que aparece en su mente como un desierto, y debido a sus efectos psicológicos, comienza a morir de sed. En este momento, Peri ha sido llevado al centro de control en compañía del Gobernador, Sil y los otros oficiales.
Cuestionan a Peri mientras observa cómo el cuerpo del Doctor se lleva a un baño de ácido para su eliminación. Sin embargo, el Doctor ha sobrevivido, y aunque escapa, causando la muerte de dos guardias en el proceso, es arrestado rápidamente por Quillam, el científico jefe de Varos. El Gobernador decreta que el Doctor y Jondar serán ejecutados ahorcándolos, mientras que Peri y Areta serán sometidos a horribles experimentos científicos a manos de Quillam y su mutador de células. En la horca, en el último momento, el Doctor interroga al Gobernador sobre Sil y su extorsión mientras ofrece ayuda en el asunto Zeiton-7, haciendo que Sil ordene a sus guardaespaldas que se apresuren a la plataforma para tirar de la palanca para silenciar al Doctor. Pero resulta que la ejecución fue en realidad una farsa para extraer información del Doctor. El Doctor, que sospechaba esto, accede a ayudar a Varos con la condición de que Peri y Areta sean devueltos ilesos. Sin embargo, Quillan se niega, incluso bajo coacción, forzando al Doctor a recurrir a disparar todo el panel de control. Afortunadamente, el proceso se ha detenido a tiempo, y las mutaciones son solo temporales, y Peri y Areta pronto vuelven a su ser original. Los cuatro luego escapan de regreso a las profundidades de Punishment Dome hacia una posible ruta de escape antes de que Peri, aún en estado de estupor después de los efectos del mutador, sea recapturado y llevado al centro de control.
El Director y Sil hacen su jugada final sobre el Gobernador con la esperanza de que perder la próxima votación finalmente lo mate, asegurando el camino para que controlen Varos y el mineral Zeiton-7. Mientras tanto, el Doctor, Jondar y Areta se abren paso hacia la Zona de Desemboco del Domo y la supuesta salida. La votación comienza y comienza el bombardeo, pero el guardia Meldak cambia de opinión y detiene el dispositivo, lo que salva al gobernador y Peri. Luego, los tres hacen su camino para reunirse con el Doctor.
El grupo del Doctor es perseguido por dos caníbales, pero los pierde gracias a algunos zarcillos mortales de plantas. El Jefe y Quillam llegan a la escena pero se enredan en los zarcillos, matándolos. Luego, el grupo se encuentra con Peri, el gobernador y Meldak. Todos hacen su camino de regreso al centro de control cuando Sil revela la fuerza de invasión que había enviado horas antes para tomar a Varos por la fuerza. Sin embargo, Sil está mortificado al saber que la fuerza de invasión ha sido devuelta, y se ha descubierto un segundo depósito de Zeiton-7, por lo que su compañía le ha ordenado que obtenga el mineral varosiano a cualquier precio. El Doctor y Peri luego se despiden del Gobernador, llevándose algo de mineral para la TARDIS. Poco después, el Gobernador emite un mensaje a los ciudadanos para abolir la injusticia, la tortura y las ejecuciones de su gobierno. Los ciudadanos miran con incredulidad, preguntándose qué deberían hacer ahora con su libertad recién descubierta.

### Continuidad
Originalmente, el personaje de Sil habría vuelto en un serial de la 23ª temporada titulado Mission to Magnus, pero cuando la temporada se postpuso, todas las historias planeadas se cancelaron, y el regreso de Sil ocurrió en su lugar en Mindwarp. Una leyenda muy antigua dice que el Doctor empuja a uno o dos guardias en un tanque de ácido. Durante la emisión del serial, hubo muchas críticas por su violencia excesiva, pero en realidad el Doctor no empuja a los guardias al ácido. Uno se cae por accidente y arrastra al otro.

## Producción
| Episodio          | Fecha de emisión    | Duración | Espectadores en millones | Estado en el archivo  |
| ----------------- | ------------------- | -------- | ------------------------ | --------------------- |
| Episodio 1        | 19 de enero de 1985 | 44:42    | 7,2                      | Cinta original en PAL |
| Episodio 2        | 26 de enero de 1985 | 44:43    | 7,0                      | Cinta original en PAL |
| [ 1 ] [ 2 ] [ 3 ] |                     |          |                          |                       |

Esta historia se escribió como reemplazo de un serial titulado Song of the Space Whale de Pat Mills. Entre los títulos provisionales del serial se incluyen Domain (Dominio) y Planet of Fear (El planeta del miedo) (el segundo se vetó por parecerse demasiado al de la temporada anterior Planet of Fire).
Esta historia se escribió en un principio para la temporada de 1983, pero se fue retrasando una y otra vez. En el borrador final, tenía un buen número de secuencias cómicas, la mayoría de las cuales se cortaron, y una, la del tanque de ácido, se interpretó de forma seria. El resultado fue que la historia acabó siendo mucho más oscura de lo que se pretendía. La secuencia más macabra del ácido se criticó mucho por su tono y por el comentario poco serio al final de la escena.
Durante la primera grabación de la escena de la ejecución por ahorcamiento, parte del decorado se hundió por el peso de los actores. Afortunadamente, esto no pasó cuando Baker y Connery tenían el cuello en el lazo (aunque en ese caso, por razones de seguridad, los lazos no habrían estado atados de verdad).